# معرفة الذات

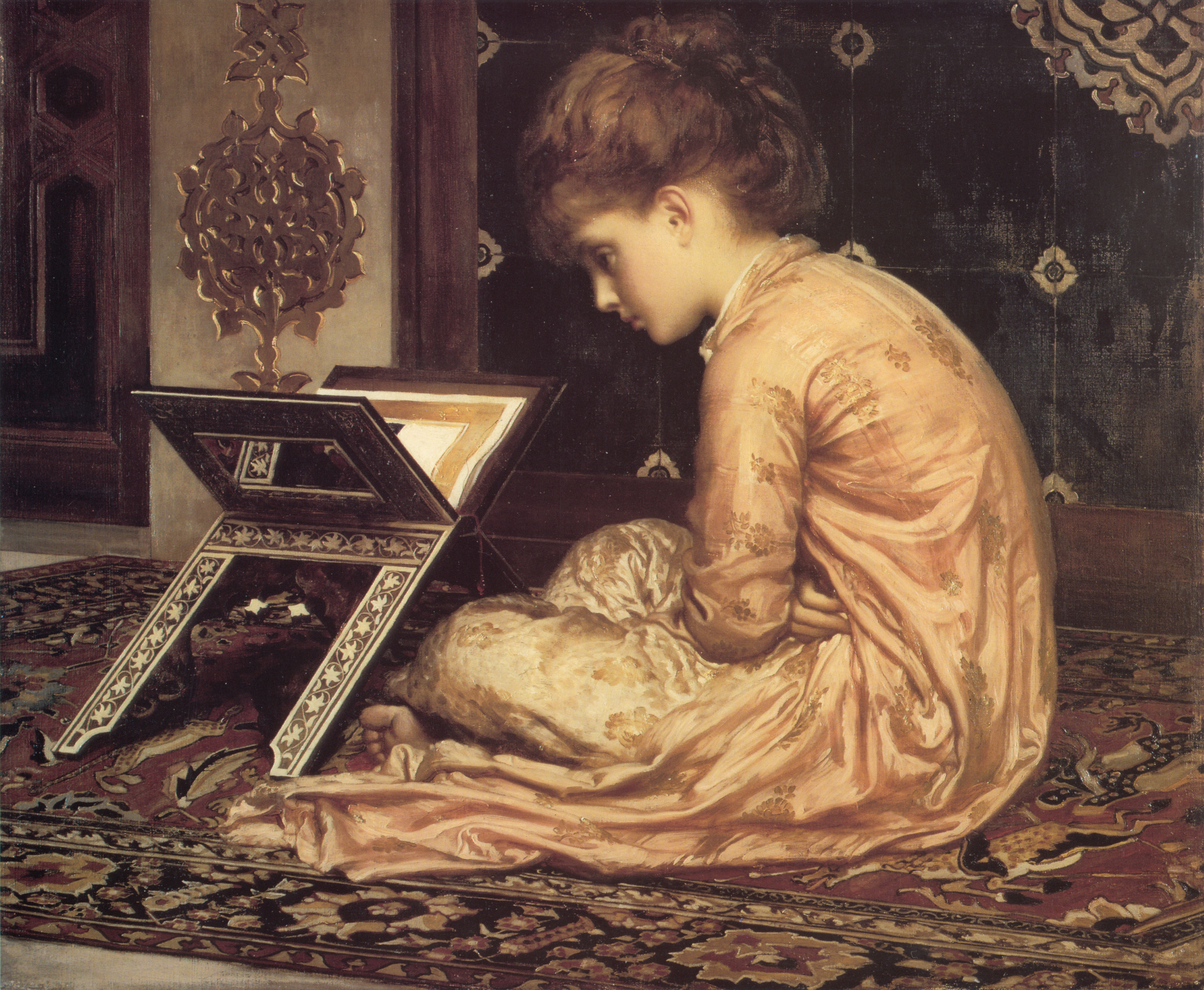

معرفة الذات (بالإنجليزية: self-knowledge) هو مصطلح يُستخدم في علم النفس وأحياناً أيضاً في الفلسفة لوصف المعلومات التي يمتلكها الشخص عن نفسه عند إيجاد جواب للسؤال «ما هي شخصيتي الحقيقية؟».
الشخصية الحقيقية تتضمن المعتقدات، المشاعر، الرغبات، والقيم الحقيقية والحالات العقلية الآخرى لدى الإنسان.
السعي إلى تطوير جواب لهذا السؤال يتطلب بالطبع إدراك ذاتي ووعي ذاتي مستمرين. (ملاحظة: يجب عدم الخلط بين الوعي الذاتي والوعي فهما يختلفان عن بعضهما).
الأطفال الرُّضّع يُظهِرون بعض ميزات الإدراك الذاتي ولكن لا يمكن اعتبارهم على أنهم يمتلكون وعي ذاتي.
إن معرفة الذات وخصائص الفرد والرغبة في البحث عن مثل هذه المعرفة هي التي توجه تطور مفهوم الذات. تُعلمنا معرفة الذات بتمثيلاتنا العقلية لأنفسنا، والتي تحتوي على سمات نقرنها بشكل فريد مع أنفسنا، ونظريات حول ما إذا كانت هذه الصفات ثابتة أو متغيرة.
يُعتقد أن مفهوم الذات يملك ثلاثة جوانب أساسية:
1. الذات الإدراكية.[3]
2. الذات الوجدانية.[4]
3. الذات التنفيذية.[5]

تُعرف أيضًا الذات الوجدانية والتنفيذية بالذات الشعورية والفعالة على التعاقب، كما يشيران إلى المكونات السلوكية والعاطفية لمفهوم الذات.
تُربط المعرفة الذاتية بالذات الإدراكية لأن دوافعها توجه بحثنا للحصول على وضوح أكثر وتؤكد لنا أن مفهومنا الذاتي هو تصوير دقيق لذاتنا الحقيقية. لهذا السبب يشار إلى الذات الإدراكية بـ الذات المعلومة. تتكون الذات الإدراكية من كل شيء نعرفه (أو نعتقد أننا نعرفه عن أنفسنا). وهذا يعني خصائص فيزيولوجية مثل لون الشعر والعرق والطول الخ؛ وخصائص نفسية مثل المعتقدات والقيم والمكروهات على سبيل الذكر لا الحصر.

## علاقتها بالذاكرة
تؤثر المعرفة الذاتية ومكوناتها بترميز الأحداث التي اختبرناها، وكيف استرجعت/استدعت بشكل انتقائي وأي استنتاجات نستخلصها من ترجمتنا للذاكرة. ويمكن أن يدعى التفسير التحليلي لذاكرتنا بـالذاكرة العليا (الوعي السقراطي) وهي عامل مهم من الإدراك الأعلى.
واعترف بالرابط بين ذاكرتنا ومعرفتنا الذاتية لعدة سنوات من قبل العقول الرائدة في كل من الفلسفة وعلم النفس، إلا أنه لا تزال المواصفات الدقيقة للعلاقة تبقى موضع جدل.

### الذاكرة المتخصصة
- أظهرت الدراسات أن هناك ميزة في الذاكرة للمعلومات المشفرة التي تشير للذات.[9]
- مرضى الزهايمر الذين لديهم صعوبة بالتعرف على عائلاتهم لم يظهروا دليل على المعرفة الذاتية.[10]

### تقسيم الذاكرة
فشلت نظريات الذات بشكل تقليدي أن تميز بين المصادر المختلفة التي تبلغ عن معرفة الذات، والتي هي الذاكرة العرضية والذاكرة الدلالية. كل من الذاكرة العرضية والدلالية هي جوانب من الذاكرة الصريحة، والتي تتضمن ذاكرة الحقائق. الذاكرة الصريحة هي النظير الصريح للذاكرة الإجرائية، والتي هي ضمنية بحيث أنها تنطبق على المهارات التي تعلمناها؛ وإنها ليست حقائق يمكن الإعلان عنها.

### الذاكرة العرضية
الذاكرة العرضية هي ذاكرة السيرة الذاتية التي يمتلكها الأفراد والتي تحتوي على الأحداث والعواطف والمعرفة المرتبطة بسياق معين.

### الذاكرة الدلالية
لا تشير الذاكرة الدلالية إلى المعرفة المستندة إلى المفهوم المخزنة حول تجربة معينة مثل الذاكرة العرضية. بدلًا من ذلك، فإنها تتضمن ذاكرة المعاني والفهم والمعرفة العامة حول العالم والمعلومات الواقعية وما إلى ذلك. وهذا يجعل المعرفة الدلالية مستقلة عن السياق والمعلومات الشخصية. تُمكّن الذاكرة الدلالية الفرد من معرفة المعلومات، بما في ذلك المعلومات المتعلقة بأنفسهم، دون الاضطرار إلى تذكر التجارب التي علمتهم هذه المعرفة بوعي.

### الذات الدلالية كمصدر
يمكن للأشخاص الحفاظ على شعور بالذات تدعمه المعرفة الدلالية للحقائق الشخصية في غياب الوصول المباشر إلى الذكريات التي تصف الحلقات التي تستند إليها المعرفة.
لقد ثبت أن الأفراد يحافظون على الشعور بالذات على الرغم من التدهور الكارثي في التذكر العرضي. على سبيل المثال، «دبليو.غي»، التي عانت من فقدان ذاكرة رجعي شديد، وتركها غير قادرة على تذكر أي أحداث حدثت قبل تطور فقدان الذاكرة. ومع ذلك، ظلت ذاكرتها للحقائق العامة عن حياتها خلال فترة فقدان الذاكرة سليمة.
هذا يشير إلى أن هناك نوعًا منفصلًا من المعرفة يساهم في مفهوم الذات، حيث إن معرفة «دبليو. غي» لا يمكن أن تأتي من ذاكرتها العرضية.
حدث تفكك مماثل في الشخص «كي.سي» الذي عانى من فقدان تام للذاكرة العرضية، ولكن لا يزال يعرف مجموعة متنوعة من الحقائق عن نفسه.
يوجد دليل أيضًا يوضح كيف يمكن للمرضى الذين يعانون من فقدان الذاكرة الشديد معرفة دلالية دقيقة ومفصلة حول طبيعتهم كشخص، على سبيل المثال أي السمات الشخصية الخاصة والمميزات التي يمتلكونها.
هذا الدليل على الانفصال بين المعرفة الذاتية العرضية والدلالية قد أوضح العديد من الأشياء:
1. ليست الذاكرة العرضية نقطة التحديد الوحيدة لمعرفة الذات، على عكس المعتقدات القديمة. لذلك يجب توسيع المعرفة الذاتية لتشمل المكون الدلالي للذاكرة.[14]
2. يمكن الوصول إلى المعرفة الذاتية حول السمات التي يمتلكها الشخص دون الحاجة إلى الاسترجاع العرضي. يظهر هذا من خلال دراسة الأفراد ذوي الاعتلالات العصبية التي تجعل من المستحيل تذكر التجارب المتعلقة بالسمات، ومع ذلك لا يزال بإمكانهم تقديم تقييمات سمات موثوقة ودقيقة لأنفسهم، وحتى مراجعة هذه الأحكام بناءً على تجارب جديدة لا يمكنهم حتى تذكرها.[15]

## الدوافع التي توجه بحثنا
لدى الأشخاص أهداف تقودهم إلى البحث عن معلومات عن أنفسهم وملاحظتها وتفسيرها. تبدأ هذه الأهداف البحث عن المعرفة الذاتية. هناك ثلاثة دوافع أساسية تقودنا في البحث عن المعرفة الذاتية:
- التعزيز الذاتي
- الضبط (الدقة)
- الاستمرارية (التناسق)

### التعزيز الذاتي
يشير التعزيز الذاتي إلى حقيقة أن الناس يبدو لديهم الحافز لتجربة حالات عاطفية إيجابية ولتجنب تجربة حالات عاطفية سلبية. الناس متحمسون للشعور بالرضا عن أنفسهم من أجل تعظيم مشاعرهم في تقدير الذات، وبالتالي تعزيز تقديرهم لذاتهم.
يختلف التركيز على المشاعر اختلافًا طفيفًا عن الطريقة التي حددت بها النظريات سابقًا احتياجات التعزيز الذاتي، على سبيل المثال نموذج الحوادث غير المتوقعة لتقدير الذات.
لقد أخذ علماء النظريات الآخرين هذا المصطلح على أنه يعني أن الناس لديهم الحافز على التفكير في أنفسهم بعبارات تفضيلية للغاية، بدلًا من الشعور بأنهم «جيدون».
في العديد من المواقف والثقافات، يتم تعزيز مشاعر تقدير الذات من خلال التفكير في الذات باعتبارها ذات قدرة عالية أو أفضل من أقرانها. ومع ذلك، في بعض المواقف والثقافات، يتم تعزيز مشاعر تقدير الذات من خلال التفكير في الذات كمتوسط أو حتى أسوأ من غيرها. في كلتا الحالتين، لا تزال الأفكار حول الذات تعمل على تعزيز مشاعر تقدير الذات. ليست الحاجة العامة حاجة إلى التفكير في الذات بأي طريقة محددة، بل الحاجة إلى تعظيم مشاعر المرء في تقدير الذات. هذا هو معنى الدافع وراء تعزيز الذات فيما يتعلق بمعرفة الذات.

### الحجج
في المجتمعات الغربية، يتم في الواقع تعزيز مشاعر تقدير الذات من خلال التفكير في الذات بمصطلحات تفضيلية.
في هذه الحالة، فإن احتياجات التحسين الذاتي تدفع الأشخاص إلى البحث عن معلومات عن أنفسهم بطريقة من المرجح أن يستنتجون أنهم يمتلكون حقًا ما يروون أنه جودة تعريفية إيجابية.
راجع قسم نظرية التحقق من الذات.

### الاستمرارية (التناسق)
يعتقد العديد من واضعي النظريات أن لدينا دافعًا لحماية مفهوم الذات (وبالتالي معرفتنا بأنفسنا) من التغيير. يقود هذا الدافع باستمرار الأشخاص إلى البحث عن المعلومات التي تتوافق مع ما يعتقدون أنه حقيقي عن أنفسهم والترحيب بها؛ وبطريقة مماثلة، سوف يتجنبون ويرفضون المعلومات التي تمثل تناقضات مع معتقداتهم. تُعرف هذه الظاهرة أيضًا باسم نظرية التحقق الذاتي. لم يثبت أن الجميع يتبعون دافع الاتساق الذاتي؛ لكنه لعب دورًا مهمًا في نظريات مختلفة مؤثرة، مثل نظرية التنافر المعرفي.

## وصلات خارجية
- معرفة الذات على موقع فيلبابيرس
- معرفة الذات  على موسوعة ستانفورد للفلسفة
- William Swann's Homepage including many of his works نسخة محفوظة 11 مايو 2016 على موقع واي باك مشين.
- International Society for Self and Identity
- Journal of Self and Identity